# Freiheitsdressur

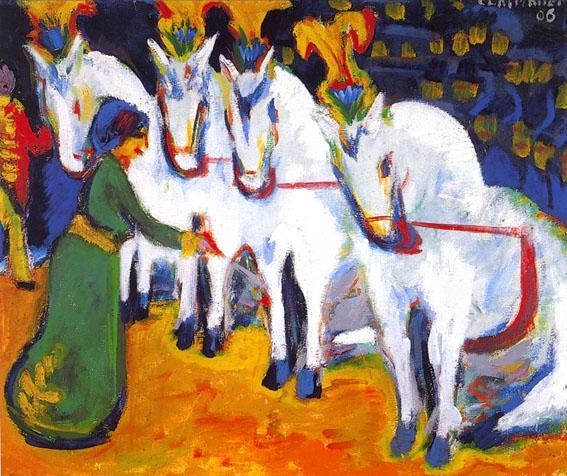
Schimmeldressurakt, Gemälde von Ernst Ludwig Kirchner (1908/09)

Die Freiheitsdressur (auch Pferde-Freiheit oder nur Freiheit) ist ein Fachbegriff aus dem Zirkus und bezeichnet eine Art der Dressur, gewöhnlich mit Pferden, die nichts mit Reiten zu tun hat wie die Hohe Schule, sondern vom Boden aus nur mit Peitsche, Stimme und Handzeichen geleitet wird (Bodenarbeit). Longe oder Hilfszügel werden nur am Anfang gebraucht.
Zu den einfachsten Lektionen gehört das Longieren (im Kreis laufen) in Manege oder Round-Pen. Zur Freiheitsdressur ohne Fortbewegung gehören das Kompliment (Verbeugung), das Knien, Sitzen, Liegen und das Plié.
Die Freiheitsdressur umfasst Gangarten, die auch beim Dressurreiten eine Rolle spielen, wie Piaffe, Passage, Spanischer Schritt. Im Zirkus sieht man oft spektakuläre Aktionen in Gruppen wie das Gegenlaufen (zugleich im Uhrzeiger- und Gegenuhrzeigersinn), das Achterlaufen oder die Pirouette, auch das Steigen (Heben der Vorderbeine) oder das Waltzé (Drehen am Ort). Eine wesentliche Rolle spielt die Begleitmusik. Weil die Pferde sich nicht nach der Musik richten können, muss sich die Zirkusmusik auf die Pferde einstellen.
Die Freiheitsdressur gehört traditionell zu den wichtigsten Zirkusnummern. Zu den Meistern des Fachs gehörten Frieda Sembach-Krone (1915–1995) und Fredy Knie senior (1920–2003).